# Hotel Krone (Solothurn)
Das Hotel Krone oder heute La Couronne ist eines der ältesten Gasthäuser der Schweiz und das älteste Gasthaus in Solothurn.

## Geschichte

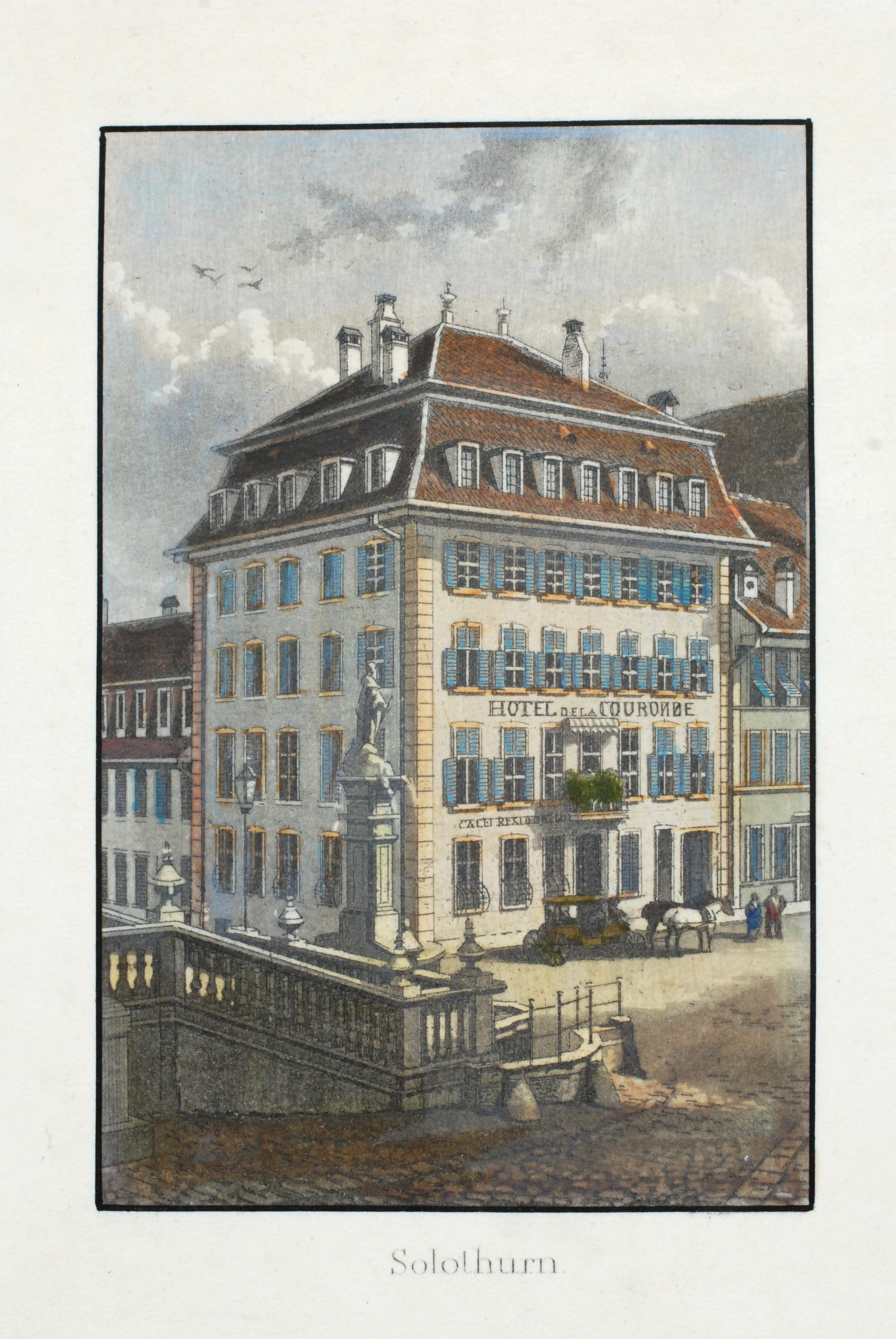
Hotel Krone um 1850

Das Gasthaus wurde 1474 erstmals im Tagebuch eines sächsischen Pilgers urkundlich erwähnt. An der Stelle der heutigen Krone stand jedoch damals das Wohnhaus des Edelknechts Diethmar von Halten. Der erste urkundlich bekannte Besitzer Bernhard Marschalk verkaufte die Herberge an die Familie Kissling, die bis Mitte des 16. Jahrhunderts Eigentümerin blieb. 1669 wurde durch Viktor Münch ein Neubau errichtet, den der Schützenhauptmann Franz Josef Schmid 20 Jahre später durch das heutige Gebäude ersetzen liess. In den Ratsmanualen der Stadt Solothurn wird die Bewilligung von enormen Mengen an Bauholz für die Erweiterung der «Logements» erwähnt. Architekt und Baumeister war Paolo Antonio Pisoni aus Ascona, der später auch die St. Ursenkathedrale nach den Plänen seines Onkels Gaetano Matteo Pisoni fertigstellte.
1804 wurde das Haus für 85'000 Franken an Franz Jakob Brunner verkauft, der mit seiner Familie verschiedene Gasthöfe im Thal betrieb. Von 1872 bis 1908 war das Haus im Besitz der Familie Huber-Müller, die es 1909 an Fritz und Maria Nussbaumer verkaufte. Ende der 1930er Jahre musste das Haus wieder renoviert werden. Es wurde 1939 unter kantonalen Schutz gestellt und 1942 an einige Solothurner Industrielle verkauft, die das Hotel in eine Aktiengesellschaft überführten, um es der Stadt zu erhalten. Das Hotel wurde von 1943 bis 1944 umgebaut und am 6. Mai 1944 wieder eröffnet. Neben verschiedenen Innenrenovationen im Lauf der Siebzigerjahre wurde 1972 auch die Gebäudehülle mit Hilfe von Bund und Kanton renoviert.
1995 entschieden sich die Von-Roll-Eisenwerke für den Verkauf des Hauses und verkauften es an Marie-Thérèse und Gerry Dörfler, die es 2012 wiederum für 9 Millionen Franken an Stadt und Kanton Solothurn verkauften. Investor und Baurechtsnehmer war die Credit Suisse Funds AG. Das Vier-Stern-Boutiquehotel wurde am 2. Mai 2017 nach extensiven Renovationen wieder eröffnet. Im Herbst 2017 waren alle Modernisierungen und Erweiterungen, wie eine Parkgarage in der Seilergasse sowie neun zusätzliche Atelierräume im Annex-Gebäude, abgeschlossen. Im August 2017 trat das Hotel der Vereinigung Swiss Historic Hotels bei, und das Restaurant wurde mit 13 Gault-Millau-Punkten ausgezeichnet. Der Betrieb erfolgt durch die Genossenschaft Baseltor.

## Gäste
Einer der prominentesten Gäste des Hotels Krone war Napoleon Bonaparte, der 1797 durch Solothurn reiste und in der Krone angemeldet war. Napoleon war verärgert über den kühlen Empfang der Berner Regierung und einen Radbruch in Fraubrunnen und hatte Angst vor einem Attentat. So nahm er in der Krone lediglich ein Glas Wasser zu sich, bezahlte mit einer Goldmünze und reiste dann sofort weiter. Die Rechnung für die aufwendigen Vorbereitungen, das Auswechseln und die Verpflegung der Pferde hängt heute noch im Foyer der Krone. Sie belief sich auf insgesamt 2’582 Louis d’or und wurde vom französischen Staat nie beglichen.
In seiner Geschichte übernachteten weitere prominente Gäste im Hotel, darunter:
- Sophia Loren
- Jane Fonda
- Lilo Pulver
- Henry Kissinger
- Inge Meysel
- Claus Theo Gärtner
- José Carreras

Georges von Sury d’Aspremont, der von 1935 bis 1942 Kommandant der Päpstlichen Schweizergarde in Rom war, logierte dauerhaft in der Krone und feierte dort auch seinen 100. Geburtstag.